# Silke (nome)
Silke  è un nome proprio di persona tedesco, olandese, frisone e scandinavo femminile.

## Varianti
- Femminili: Sylke[2][3], Silka[3]
  - Alterati: Silkchen[1],Silki[1],Silkilein[1], Silkinchen[1], Sille[1]

## Origine e diffusione
Il nome si è sviluppato in basso tedesco e in frisone come ipocoristico dei nomi di origine latina Celia e Cecilia e nelle lingue scandinave come ipocoristico del nome Gisella. Viene inoltre ricondotto al termine svedese silke, che significa "seta".
Nel periodo compreso tra il 1964 e il 1975, figurava tra i 20 nomi femminili più diffusi in Germania. Il nome è inoltre popolare in Belgio, in Danimarca e nei Paesi Bassi.

## Onomastico
L'onomastico ricorre il 7 maggio e il 22 novembre.

## Persone
- Silke Hörner, nuotatrice tedesca

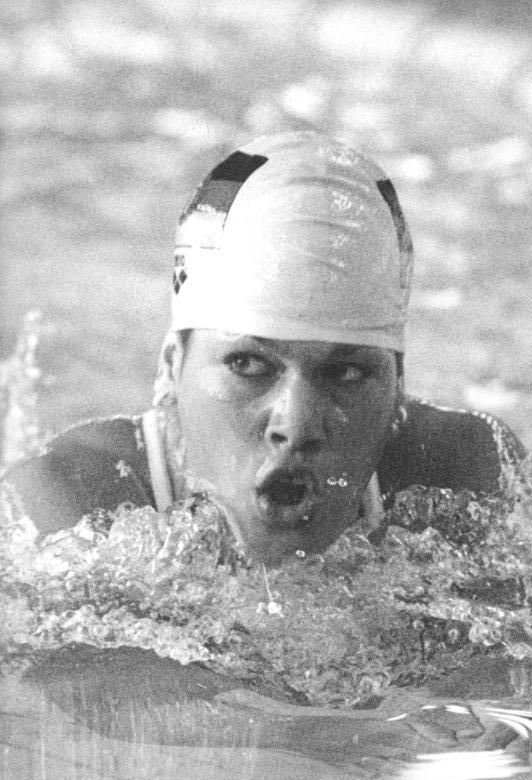
Silke Hörner

- Silke Hornillos Klein, in arte Silke, attrice spagnola
- Silke Kraushaar-Pielach, slittinista tedesca
- Silke Lippok, nuotatrice tedesca
- Silke Matthias, attrice e doppiatrice tedesca
- Silke Möller, atleta tedesca
- Silke Rottenberg, calciatrice tedesca
- Silke Spiegelburg, atleta tedesca

### Variante Sylke
- Sylke Otto, slittinista tedesca

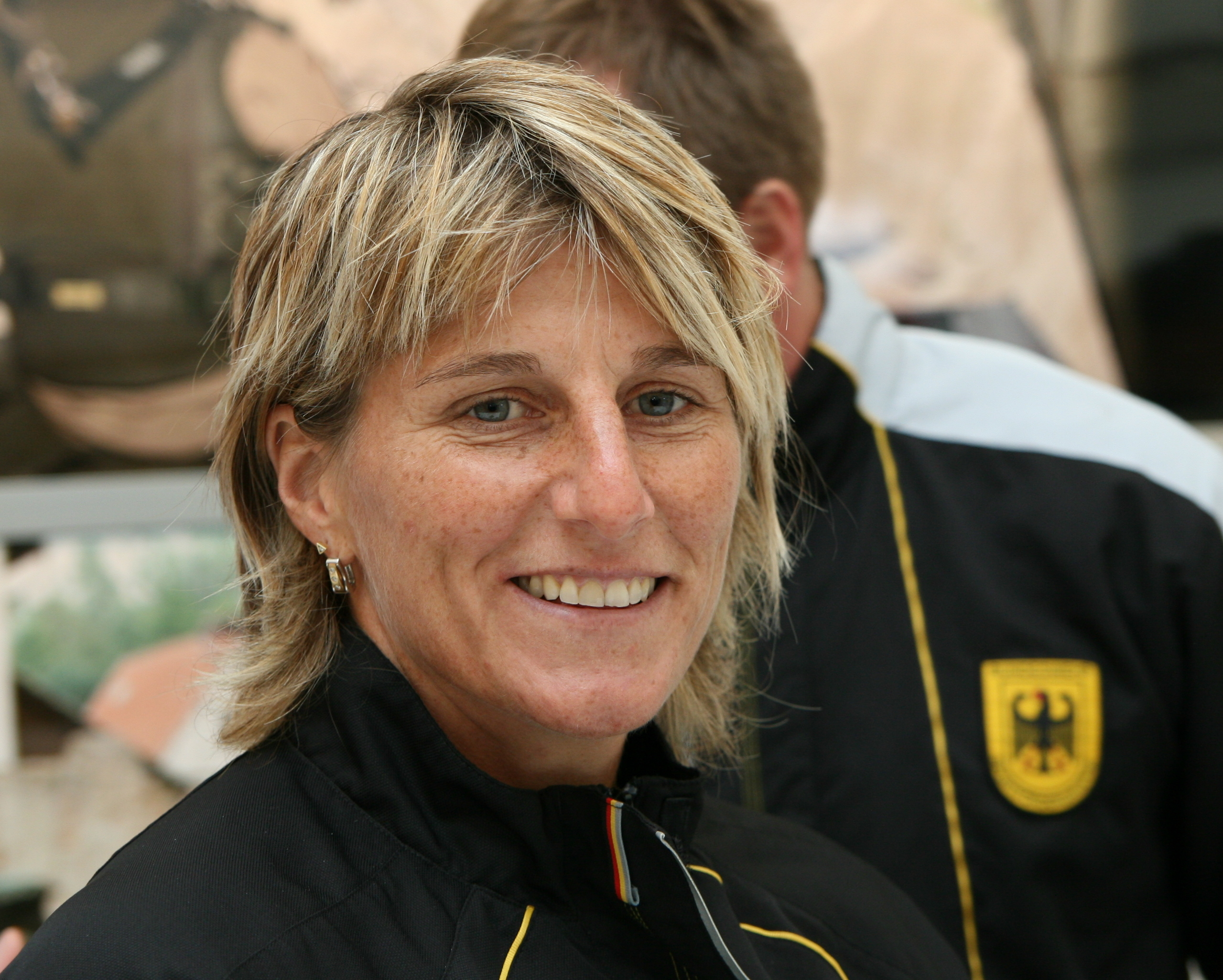
Silke Rottenberg

- Sylke Tempel, giornalista e scrittrice tedesca

## Il nome nelle arti
- La giovane Silke (Silke, 16) è il titolo di un episodio della quarta stagione (1995) della serie televisiva Wolff - Un poliziotto a Berlino[6].
- Silke è un personaggio del film del 2007 Blöde Mütze!, interpretato dall'attrice Lea Eisleb[7].
- Silke è il nome di alcuni personaggi della miniserie televisiva del 2009 Die Wölfe[8].